# Nectarinia famosa
Nectarinia famosa là một loài chim trong họ Nectariniidae.